# Camping del terrore
Body Count o Criatura diabólica (Camping del terrore) es una coproducción entre Italia y los Estados Unidos dirigida por  Ruggero Deodato, del género de terror.

## Sinopsis
Un grupo de amigos viajan por la ruta y deciden dar un aventón a un autostopista llamado Ben Ritchie, quien los invita a todos a quedarse en el campamento que maneja su padre, Robert y su madre, Julia. El campamento está ubicado en una zona boscosa, alejada de la ciudad. El grupo de amigos acepta la invitación de Ben y deciden ir al campamento de los Ritchie, en donde encontrarán gran hostilidad por parte del padre de Ben, quien les pide que se larguen.
Lo que en un principio prometía ser un viaje agradable entre amigos, pronto se vuelve un infierno, cuando un viejo chamán que habita el bosque vuelve luego de mucho tiempo, para asesinar a todos aquellos que se atrevan a pasar por allí. Los jóvenes comienzan a desaparecer uno por uno y, junto con estas desapariciones, la familia Ritchie atraviesa un infierno propio, que también desencadenará en varias muertes.

## Reparto
| Actor             | Personaje           |
| ----------------- | ------------------- |
| Charles Napier    | Charlie, el sheriff |
| David Hess        | Robert Ritchie      |
| Bruce Penhall     | Dave Calloway       |
| Mimsy Farmer      | Julia Ritchie       |
| Nicola Farron     | Ben Ritchie         |
| Andrew J. Lederer | Sidney              |
| Cynthia Thompson  | Cissy               |
| Nancy Brilli      | Tracy               |
| Stefano Madia     | Tony                |
| John Steiner      | Dr. Olsen           |
| Ivan Rassimov     | Ted                 |